# Claudio Di Prete
Claudio Di Prete (Pisa, 13 settembre 1953) è un ex calciatore italiano, di ruolo attaccante.

## Carriera
In carriera ha totalizzato 51 presenze (segnando 6 reti) in Serie B con le maglie di Arezzo e Pisa.

## Palmarès

### Club

#### Competizioni nazionali
- Campionato Interregionale: 1

Poggibonsi: 1987-1988

## Nella cultura di massa
È citato nell'autobiografia di Walter Zenga "Ero l'uomo ragno" come ""un attaccante piccolo e veloce, con un tiro micidiale"".